# La Joya, Alpatláhuac
La Joya är en ort i Mexiko.   Den ligger i kommunen Alpatláhuac och delstaten Veracruz, i den sydöstra delen av landet, 220 km öster om huvudstaden Mexico City. La Joya ligger 1 726 meter över havet och antalet invånare är 156.
Terrängen runt La Joya är lite bergig, och sluttar österut. Runt La Joya är det tätbefolkat, med 331 invånare per kvadratkilometer. Närmaste större samhälle är Huatusco de Chicuellar, 12,5 km öster om La Joya. Omgivningarna runt La Joya är en mosaik av jordbruksmark och naturlig växtlighet.